# 貝魯阿吉耶
36°08′N 2°55′E / 36.133°N 2.917°E

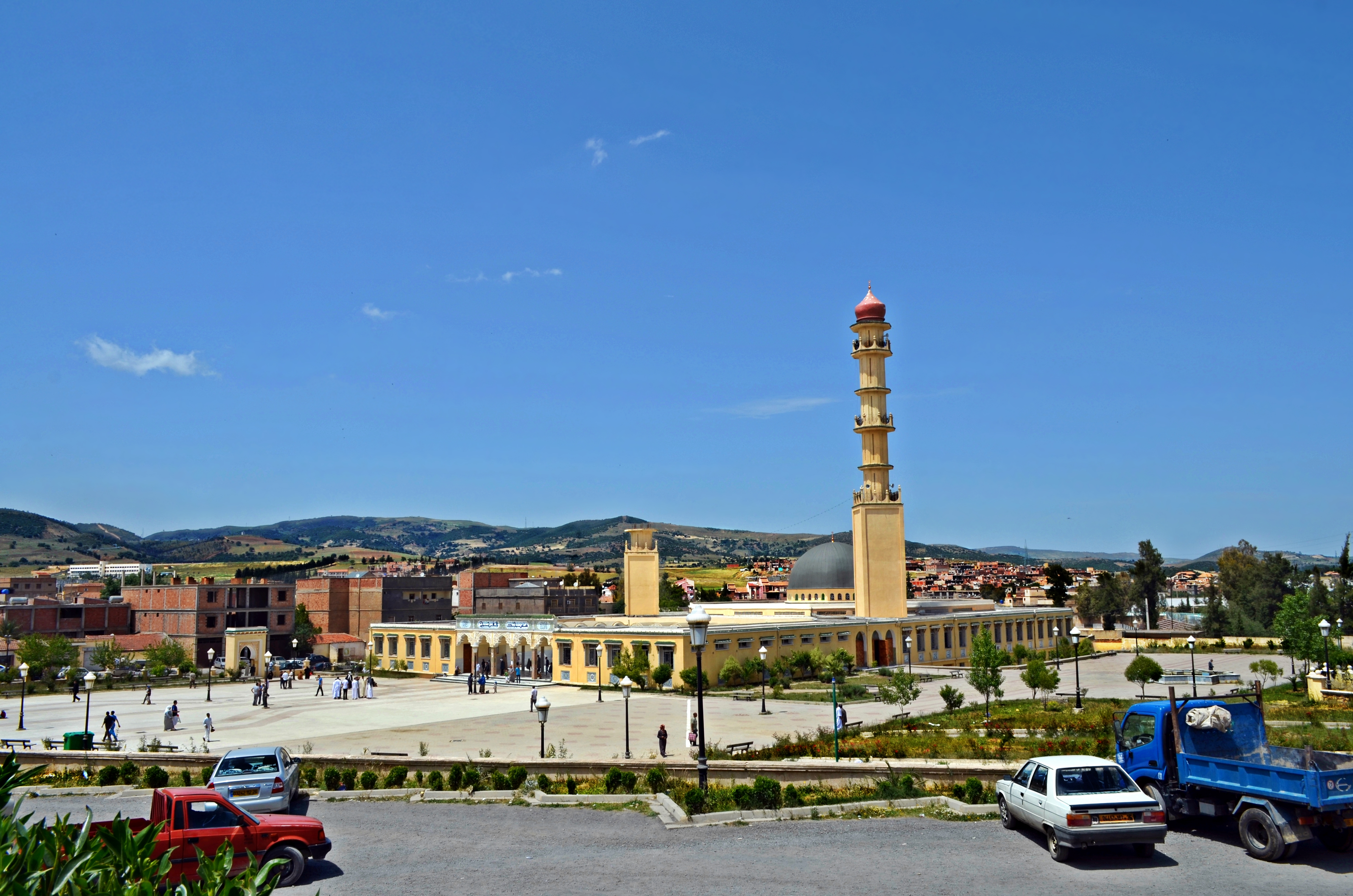

貝魯阿吉耶（阿拉伯语：‎），是阿爾及利亞的城鎮，位於該國北部，由麥迪亞省負責管轄，是貝魯阿吉耶區的首府，面積161平方公里，2008年人口80,152人，人口密度每平方公里497人。